# Trampolin-Bundesliga
Die Trampolin-Bundesliga ist die jährlich durchgeführte deutsche Vereinsmeisterschaft im Trampolinturnen.

## Geschichte
1973 gilt als die Geburtsstunde der Trampolin-Bundesliga, in der zweiten Jahreshälfte fand die erste Saison statt. Es gehörten je fünf Mannschaften den beiden Staffeln Nord und Süd an. Die Teilnehmer wurden durch die leistungsstärksten Vereine vor der Sommerpause in Qualifikations-Wettkämpfen ermittelt.
Anfangs war es ausnahmsweise erlaubt, auch weibliche Turnerinnen starten zu lassen. Da sich im Laufe der folgenden Jahre keine eigene Frauen-Bundesliga entwickelte, wurde diese Regelung aufgehoben und gemischte Mannschaften erlaubt.
Arno Wiest aus Bruchsal war einer der Pioniere, der im ersten Jahr als Staffelleiter fungierte. Es folgte bereits in der zweiten Saison Gerhard Schnierda aus Düsseldorf-Unterbach, der 25 Jahre die Bundesliga leitete und zum Abschluss von den Mitgliedern zu ihrem Ehrenvorsitzenden ernannt wurde. Der ehemalige Bundestrainer Heinz-Peter Michels aus Frankfurt löste ihn im Jahre 1998 als Nachfolger ab, seitdem ist er der Bundesliga-Vorsitzende. Im Süden entstand 1974 bereits eine zweigeteilte Regionalliga. Ab 1976 und 1977 gab es auch im Norden zwei Regionalligastaffeln. Anfang der achtziger Jahre wurden die Gruppen auf sechs Vereine aufgestockt und wenige Jahre später die Bezeichnung II. Bundesliga für die bisherige Regionalliga gewählt. Um die leistungsstärksten Vereine gegeneinander antreten zu lassen, wurde im Jahre 1998 die eingleisige I. Bundesliga sowie die zweigeteilte II. Bundesliga mit je sieben Teams eingeführt.
Seit 1995 gab es in der Bundesliga ein eingeschränktes Zweitstartrecht. Zunächst durften ein, später zwei Sportler pro Team eingesetzt werden. Inzwischen wurde diese Regelung durch den DTB dahingehend verändert, dass seit 2005 ein nicht eingeschränktes Zweitstartrecht Gültigkeit hat. Ausländer sind startberechtigt, wenn sie mindestens ein Jahr in Deutschland einen festen Wohnsitz nachweisen können. Einige Jahre gab es besondere Regelungen, was dazu führte, dass in der Bundesliga Weltklasseathleten ihre teilweise atemberaubenden Flugelemente zeigten. Die Startberechtigung für Ausländer wurde 2003 vom Deutschen Sportbund in Absprache mit den Ministerien in der Hauptstadt Berlin abgeschafft und nur noch in den Profisportarten erlaubt, um dem bundesdeutschen Nachwuchs mehr Einsatzchancen zu bieten.
2000 wurde die Disziplin Trampolin ins olympische Programm aufgenommen. Dennoch wurden die Wettkämpfe durch die Fernsehanstalten häufig nur regional übertragen. Allerdings hat sich gezeigt, dass die Medien umfangreicher über das Trampolinturnen berichten, wenn internationale Titelträger beteiligt sind oder die Wettkämpfe an besonderen Orten ausgetragen werden, so z. B. beim Finale 2004 in einem Frankfurter Bankenturm. In den 1990er Jahren berichtete der Sportsender DSF teilweise live vom Bundesligafinale.

## Die bisherigen Meister
Die bisherigen deutschen Vereinsmeister im Trampolinturnen sind:
| - 1973 TSG Wiesloch - 1974 TSG Wiesloch - 1975 SU Witten-Annen - 1976 TGJ Salzgitter - 1977 TGJ Salzgitter - 1978 TV Unterbach - 1979 TV Unterbach - 1980 TV Unterbach - 1981 VT Rinteln - 1982 TV Unterbach - 1983 TSB Schwäbisch Gmünd - 1984 TV Unterbach | - 1985 TSB Schwäbisch Gmünd - 1986 TSB Schwäbisch Gmünd - 1987 TuS Vahrenwald 08 - 1988 MTV Bad Kreuznach - 1989 MTV Bad Kreuznach - 1990 MTV Bad Kreuznach - 1991 MTV Bad Kreuznach - 1992 MTV Bad Kreuznach - 1993 MTV Bad Kreuznach - 1994 MTV Bad Kreuznach - 1995 SG Frankfurt-Nied - 1996 SG Frankfurt-Nied | - 1997 SG Frankfurt-Nied - 1998 MTV Bad Kreuznach - 1999 TGJ Salzgitter - 2000 SG Frankfurt-Nied - 2001 SG Frankfurt-Nied - 2002 MTV Bad Kreuznach - 2003 TGJ Salzgitter - 2004 TGJ Salzgitter - 2005 Frankfurt Flyers - 2006 MTV Bad Kreuznach - 2007 TGJ Salzgitter - 2008 Frankfurt Flyers | - 2009 MTV Bad Kreuznach - 2010 TGJ Salzgitter - 2011 TGJ Salzgitter - 2012 TV Weingarten - 2013 TV Weingarten - 2014 Frankfurt Flyers - 2015 TV Weingarten - 2016 Frankfurt Flyers - 2017 Frankfurt Flyers - 2018 Frankfurt Flyers - 2019 TV Weingarten - 2022 MTV Bad Kreuznach - 2023 MTV Bad Kreuznach |

- 2020 & 2021 musste die Liga aufgrund von Corona ausfallen